# Dorfkirche Krögis

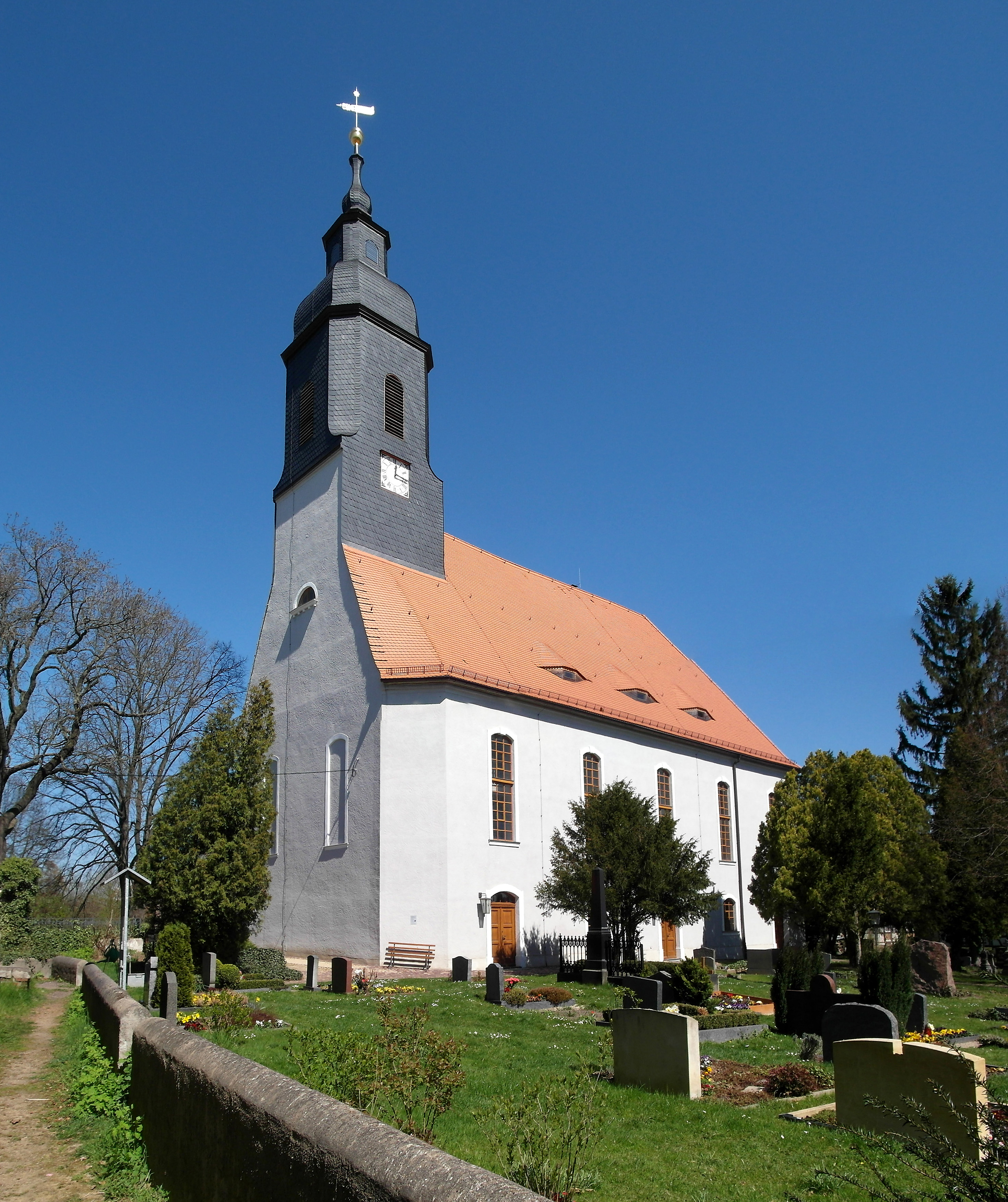
Kirche Krögis

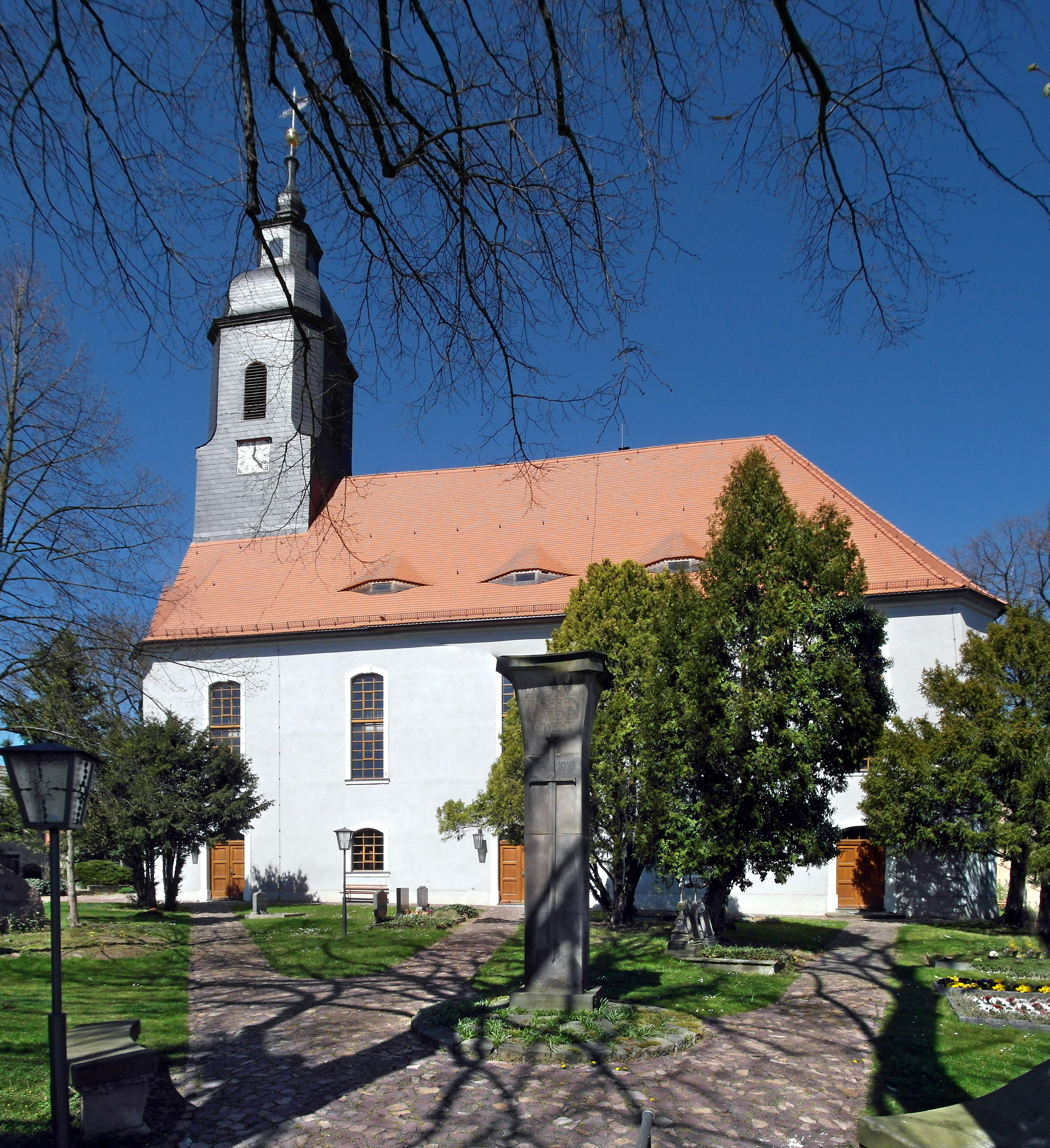
Südansicht

Die evangelische Kirche Krögis ist eine barocke Saalkirche im Ortsteil Krögis der Gemeinde Käbschütztal im Landkreis Meißen in Sachsen. Sie gehört zum Kirchengemeindeverbund Burkhardswalde im Kirchenbezirk Meißen-Großenhain der Evangelisch-Lutherischen Landeskirche Sachsens.

## Geschichte und Architektur
Die Kirche von Krögis ist Mittelpunkt einer Urpfarrei; die heutige, im Jahr 1733 eingeweihte Saalkirche erhielt nach Abtragung des Turms im Jahr 1774 einen Dachreiter von 1835. Aus dieser Zeit stammen auch die Portale, Betstuben, das Gestühl und der Kanzelaltar. Klassizistische Umbauten im Innern folgten 1850, eine Innenrestaurierung 1968–71. Im Jahr 2010 konnte eine Restaurierung von Turm, Dach und Fassade abgeschlossen werden.
Das Bauwerk ist ein Putzbau über rechteckigem Grundriss mit steilem Satteldach, das mit Fledermausgauben versehen ist, der schiefergedeckte hohe Dachreiter über der Westwand ist mit glockenförmiger Haube, Laterne und schlanker Zwiebel gestaltet. Die stichbogigen Fenster sind zweireihig angeordnet, die oberen mit Schlusssteinen versehen; an den Längsseiten der Kirche erschließen je drei Eingänge den Raum; die abgeschrägten Gebäudeecken sind durch glatt geputzte Lisenen gegliedert.
Das Innere ist ein geräumiger schlichter Saal mit abgerundeten Ecken und flacher Putzdecke. Doppelgeschossige Emporen umgeben den Raum; unter den unteren sind seit 1835 Betstuben mit verglasten Fenstern und separaten Zugängen von außen eingebaut; an der mittleren Stube der Nordseite ist das Wappen der Rittergutsbesitzer Krause angebracht. Im Westen ist ein Vorraum durch verglaste Türen und Fenster abgetrennt, hier befinden sich die Stützkonstruktionen für den Dachreiter, die Emporenaufgänge und die darüber liegende Orgelempore mit konvex vorgezogener Brüstung; das Gestühl bildet einen großen einheitlichen Block.

## Ausstattung
Das Hauptstück der Ausstattung ist ein klassizistischer Kanzelaltar aus Holz mit dem Kanzelkorb zwischen kannelierten korinthischen Säulen mit Dreieckgiebel. Der Taufstein stammt aus dem Jahr 1839.
Die Orgel ist ein Werk von Eule Orgelbau aus dem Jahr 1895 mit 28 Registern auf zwei Manualen und Pedal.

## Umgebung
Am Friedhofstor ist das Fragment eines Grabdenkmals aus Sandstein mit schlafendem Kind aus dem 18. Jahrhundert aufgestellt; auf dem Friedhof finden sich aufwändige Grabdenkmäler von Gutsbesitzern des frühen 20. Jahrhunderts und ein Kriegerdenkmal aus der Zeit um 1925.
Das Pfarrhaus ist ein satteldachgedecktes Bauwerk mit verputztem Erdgeschoss des 16./17. Jahrhunderts und Fachwerkobergeschoss, in dessen Gefache teils Balusterpfosten eingestellt sind, aus der ersten Hälfte des 18. Jahrhunderts.